# 物語系列 第二季
物語系列 第二季（日语：〈物語〉シリーズ セカンドシーズン）是西尾維新所著輕小說《物語系列》的动画第二季作品，包括《貓物語（白）》、《傾物語》﹑《囮物語》、《鬼物語》、《戀物語》、《花物語》共六部。
2012年12月31日，當《貓物語（黑）》播畢以後，隨即播出《物語系列 第二季》製作電視動畫的宣傳短片。2013年7月，《物語系列 第二季》開始播放，長約兩個季度。《花物語》則獨立於2014年5月播放5集特別篇，後來5月上旬宣佈製作未能如期進行，延期至同年8月16日。

## 製作人員
- 原作：西尾維新（《貓物語（白）》、《傾物語》、《囮物語》、《鬼物語》、《戀物語》、《花物語》，講談社BOX）
- 企劃：夏目公一朗（Aniplex）、鈴木伸育（講談社）
- 角色原案：VOFAN
- 總監督：新房昭之
- 監督：板村智幸
- 系列導演：龍輪直征（傾）、八瀨祐樹（鬼）
- 構成：東冨耶子、新房昭之
- 角色設計：渡邊明夫
- 總作畫監督：渡邊明夫、岩崎大輔、杉山延寬（貓白、傾、囮）
- 美術設定：大原盛仁
- 製作設計：武內宣之
- 美術監督：飯島壽治、內藤健（花）
- 色彩設定：日比野仁、渡邊康子（傾、囮、鬼）
- 色彩設計：瀧澤泉
- 視覺效果：酒井基
- 攝影監督：會津孝幸
- 剪接：松原理惠
- 音響監督：鶴岡陽太
- 音樂：神前曉、羽岡佳（花）
- 音樂製作：Aniplex
- 動畫制作：SHAFT
- 製作人：岩上敦宏（Aniplex）、松下卓也（講談社）、久保田光俊（SHAFT）
- 製作：Aniplex、講談社、SHAFT

## 主題曲
片頭曲
「chocolate insomnia」（巧克力失眠症）
播放：貓物語（白）
作詞：meg rock，作曲、編曲：神前曉，主唱：羽川翼（堀江由衣）
導演：URA
「happy bite」（快樂的一口）
播放：傾物語
作詞：meg rock，作曲、編曲：神前曉，主唱：八九寺真宵（加藤英美里）
導演：內山嗣康
（妄想極速）
播放：囮物語
作詞：meg rock，作曲、編曲：神前曉，主唱：千石撫子（花澤香菜）
導演：大沼心
「white lies」（白色謊言）
播放：鬼物語（BD及DVD版）
作詞：meg rock，作曲、編曲：（Clammbon），和聲：宮越裕雄、山田茂（東京混聲合唱團）
動畫製作：、會津孝幸
（寒風下多愁善感）
播放：戀物語（電視版全話，BD及DVD版其之肆至其之陸）
作詞：meg rock， 作曲、編曲：神前曉，主唱：戰場原黑儀（齋藤千和）、貝木泥舟（三木真一郎）
導演：高津幸央，角色設計：上條修
「fast love」（極速的戀愛）
播放：戀物語（BD及DVD版其之壹至其之參）
作詞：meg rock， 作曲、編曲：神前曉，主唱：戰場原黑儀（齋藤千和）
「the last day of my adolescence」（我身在青春期的最後一天）
播放：花物語（BD及DVD版，電視版為片尾曲）
作詞：meg rock，作曲、編曲：（Clammbon），主唱：神原駿河（澤城美雪）
導演：鈴木利正
片尾曲
（唱出愛）
播放：貓物語（白）、總集篇Ⅰ、傾物語
作詞、作曲、編曲：Jin（SME Records），主唱：春奈露娜
動畫製作：、宮本幸裕、會津孝幸
「君の知らない物語」（你不知道的故事）
播放：總集篇Ⅱ
作詞、作曲、編曲：ryo，主唱：supercell
（仍記得那聲音）
播放：囮物語、總集篇Ⅲ、鬼物語
作詞：，作曲、編曲：神前曉，主唱：河野萬里奈
動畫製作：、宮本幸裕、會津孝幸
「snowdrop」（降雪）
播放：戀物語
作詞：meg rock，作曲、編曲：田中秀和，主唱：春奈露娜、河野萬里奈
動畫製作：、宮本幸裕、會津孝幸
「花痕 –shirushi-」
播放：花物語（BD及DVD版，電視版為片頭曲）
作詞：，作曲：黑須克彥，編曲：鈴木Daichi秀行，主唱：河野萬里奈
動畫製作：、會津孝幸

## 各話列表
| 話數         | 原作話       | 日文標題     | 中文標題                                          | 劇本                           | 分鏡                           | 演出                           | 作畫監督                                                                                                 | 結尾贊助插畫                   |
| 貓物語（白） | 貓物語（白） | 貓物語（白） | 貓物語（白）                                      | 貓物語（白）                   | 貓物語（白）                   | 貓物語（白）                   | 貓物語（白）                                                                                             | 貓物語（白）                   |
| ------------ | ------------ | ------------ | ------------------------------------------------- | ------------------------------ | ------------------------------ | ------------------------------ | --- | ------------------------------ |
| 1            | 第懇話       |              | 翼虎 其之壹                                       | 中本宗應                       | 板村智幸                       | 岡田堅二朗 板村智幸            | 岩崎大輔、新垣一成 小堺能夫（補助）                                                                      | VOFAN                          |
| 2            | 第懇話       |              | 翼虎 其之貳                                       | 中本宗應                       | 數井浩子                       | 佐佐木純人                     | 松浦力                                                                                                   | 比村奇石                       |
| 3            | 第懇話       |              | 翼虎 其之叁                                       | 中本宗應                       | 數井浩子                       | 長岡義孝                       | 小堺能夫、新垣一成                                                                                       | 川井                           |
| 4            | 第懇話       |              | 翼虎 其之肆                                       | 中本宗應                       | 杉山延寬                       | 岡田堅二朗                     | 澤田美香、築山翔太 飯飼一幸、島田英明                                                                    |                                |
| 5            | 第懇話       |              | 翼虎 其之伍                                       | 中本宗應                       | 板村智幸 URA（羽川的信）       | 板村智幸 URA（羽川的信）       | 宮井加奈 松浦力（羽川的信）                                                                              |                                |
| 總集篇Ⅰ      |              |              |                                                   |                                |                                |                                | |                                |
| 6            | -            |              | 總集篇Ⅰ 翼家族                                    | （詳見《貓物語（黑）》）       | （詳見《貓物語（黑）》）       | （詳見《貓物語（黑）》）       | （詳見《貓物語（黑）》）                                                                                 | （詳見《貓物語（黑）》）       |
| 傾物語       |              |              |                                                   |                                |                                |                                | |                                |
| 7            | 第閑話       |              | 真宵殭屍 其之壹                                   | 木澤行人                       | 龍輪直征                       | 龍輪直征                       | 大梶博之、齊藤和也                                                                                       | VOFAN                          |
| 8            | 第閑話       |              | 真宵殭屍 其之貳                                   | 中本宗應                       | 名倉靖博                       | 永岡智佳                       | 櫻井司、齊藤和也 小堺能夫                                                                                | 押切蓮介                       |
| 9            | 第閑話       |              | 真宵殭屍 其之叁                                   | 木澤行人                       | 笹木信作                       | 安食圭                         | 新垣一成、山崎淳 熊谷勇也、齊藤和也 長山延好                                                             | okama                          |
| 10           | 第閑話       |              | 真宵殭屍 其之肆                                   | 木澤行人                       | 笹木信作                       | 佐佐木純人                     | 大梶博之、松浦力 山崎淳、熊谷勇也 長山延好                                                               | 西田亞沙子                     |
| 總集篇Ⅱ      |              |              |                                                   |                                |                                |                                | |                                |
| 11           | -            |              | 總集篇Ⅱ - 黑儀螃蟹 - 真宵蝸牛 - 駿河猴子 - 撫子蛇 | （詳見《化物語》）             | （詳見《化物語》）             | （詳見《化物語》）             | （詳見《化物語》）                                                                                       | （詳見《化物語》）             |
| 囮物語       |              |              |                                                   |                                |                                |                                | |                                |
| 12           | 第乱話       |              | 撫子梅杜莎 其之壹                                 | 木澤行人                       | 川畑喬                         | 土屋浩幸                       | 武本大介、清水勝祐 伊藤良明                                                                              | VOFAN                          |
| 13           | 第乱話       |              | 撫子梅杜莎 其之貳                                 | 木澤行人                       | 八瀨祐樹                       | 鈴木孝聰                       | 宮井加奈                                                                                                 | 桂井良明                       |
| 14           | 第乱話       |              | 撫子梅杜莎 其之叁                                 | 木澤行人                       | 室井富美江                     | 岡田堅二朗                     | 小堺能夫、潮月一也 築山翔太                                                                              | 西岡兄妹                       |
| 15           | 第乱話       |              | 撫子梅杜莎 其之肆                                 | 木澤行人                       | 川畑喬                         | 宮原秀二                       | 武本大介、清水勝祐 新垣一成、伊藤良明                                                                    | 羽海野千花                     |
| 總集篇Ⅲ      |              |              |                                                   |                                |                                |                                | |                                |
| 16           | -            |              | 總集篇Ⅲ - 翼貓 - 火憐蜜蜂 - 月火鳳凰              | （詳見《化物語》、《偽物語》） | （詳見《化物語》、《偽物語》） | （詳見《化物語》、《偽物語》） | （詳見《化物語》、《偽物語》）                                                                           | （詳見《化物語》、《偽物語》） |
| 鬼物語       |              |              |                                                   |                                |                                |                                | |                                |
| 17           | 第忍話       |              | 忍時間 其之壹                                     | 中本宗應                       | 室井富美江                     | 龍輪直征                       | 松浦力、齊藤和也 熊谷勇也、小堺能夫                                                                      | VOFAN                          |
| 18           | 第忍話       |              | 忍時間 其之貳                                     | 中本宗應                       | 數井浩子                       | 永岡智佳                       | 櫻井司、熊谷勇也 紺野大樹（畫卷）                                                                        | 宮本承司                       |
| 19           | 第忍話       |              | 忍時間 其之叁                                     | 中本宗應                       | 八瀨祐樹                       | 久保山英一                     | 伊藤良明、清水勝祐 武本大介、高野晃久 新垣一成、小堺能夫                                                 |                                |
| 20           | 第忍話       |              | 忍時間 其之肆                                     | 中本宗應                       | 川畑喬                         | 八瀨祐樹                       | 宮井加奈、山村洋貴 築山翔太、松本元氣 田中讓                                                             | 江口夏實                       |
| 戀物語       |              |              |                                                   |                                |                                |                                | |                                |
| 21           | 第戀話       |              | 黑儀結局 其之壹                                   | 木澤行人                       | 數井浩子                       | 岡田堅二朗                     | 松浦力、渡邊和夫                                                                                         | VOFAN                          |
| 22           | 第戀話       |              | 黑儀結局 其之貳                                   | 木澤行人                       | 室井富美江                     | 佐佐木純人                     | 宮井加奈、柴田志郎 針玉（筆記）                                                                          | 岩元辰郎                       |
| 23           | 第戀話       |              | 黑儀結局 其之叁                                   | 木澤行人                       | 青山弘                         | 龍輪直征                       | 伊藤良明、新垣一成 斎藤和也 針玉（筆記）                                                                 | 古味直志                       |
| 24           | 第戀話       |              | 黑儀結局 其之肆                                   | 木澤行人                       | 水野和則                       | 宮本幸裕                       | 渡邊和夫、松本元氣 櫻井司 針玉（筆記）                                                                   |                                |
| 25           | 第戀話       |              | 黑儀結局 其之伍                                   | 木澤行人                       | 黑澤守                         | 久保山英一                     | 松浦力、築山翔太 小堺能夫、齋藤和也 針玉（筆記）                                                         | 山本                           |
| 26           | 第戀話       |              | 黑儀結局 其之陸                                   | 木澤行人                       | 高橋知也                       | 岡田堅二朗                     | 渡邊和夫、山村洋貴 伊藤良明、松本元氣 新垣一成、小堺能夫 松浦力、岩崎大輔 西尾維新、遠山繪麻（撫子漫畫） | 渡邊明夫                       |
| 花物語       |              |              |                                                   |                                |                                |                                | |                                |
| 27           | 第變話       |              | 駿河惡魔 其之 壹                                  | 木澤行人                       | 數井浩子                       | 岡田堅二朗                     | 小堺能夫、新垣一成 岩崎大輔                                                                              | VOFAN                          |
| 28           | 第變話       |              | 駿河惡魔 其之貳                                   | 中本宗應                       | 黑澤守                         | 宮本幸裕                       | 松浦力、石原惠治 築山翔太                                                                                | VOFAN                          |
| 29           | 第變話       |              | 駿河惡魔 其之叁                                   | 中本宗應                       | 板村智幸                       | 久保山英一                     | 小堺能夫、伊藤良明 新垣一成                                                                              | VOFAN                          |
| 30           | 第變話       |              | 駿河惡魔 其之肆                                   | 中本宗應                       | 岡田堅二朗                     | 岡田堅二朗                     | 橫田拓己、松浦力 築山翔太                                                                                | VOFAN                          |
| 31           | 第變話       |              | 駿河惡魔 其之伍                                   | 中本宗應                       | 板村智幸                       | 板村智幸                       | 高野晃久、新垣一成 伊藤良明、小堺能夫 築山翔太、松浦力                                                   | VOFAN                          |

## 播放電視台
日本深夜動畫：下文記載的日本国内播放時間使用日本標準時間（UTC+9）表示。因為部分時間标识會採用30小时制，因此請留意这类超过24:00的时间，其實際播放時間為翌日清晨。
| 物语系列 第二季 | 物语系列 第二季 | 物语系列 第二季             | 物语系列 第二季           | 物语系列 第二季 | 物语系列 第二季    |
| 播放地區        | 播放電視台      | 播放日期                    | 播放時間（UTC+9）         | 所屬聯播網      | 備註               |
| --------------- | --------------- | --------------------------- | ------------------------- | --------------- | ------------------ |
| 東京都          | TOKYO MX        | 2013年7月6日－12月28日      | 星期六 24時00分－24時30分 | 獨立UHF局       | E!TV 節目          |
| 栃木县          | 栃木電視台      | 2013年7月6日－12月28日      | 星期六 24時00分－24時30分 | 獨立UHF局       |                    |
| 群馬县          | 群馬電視台      | 2013年7月6日－12月28日      | 星期六 24時00分－24時30分 | 獨立UHF局       |                    |
| 神奈川县        | 神奈川電視台    | 2013年7月6日－12月28日      | 星期六 24時00分－24時30分 | 獨立UHF局       |                    |
| 埼玉县          | 埼玉電視台      | 2013年7月6日－12月28日      | 星期六 24時30分－25時00分 | 獨立UHF局       |                    |
| 千葉县          | 千葉電視台      | 2013年7月6日－12月28日      | 星期六 24時30分－25時00分 | 獨立UHF局       |                    |
| 愛知县          | 愛知電視台      | 2013年7月6日－12月28日      | 星期六 25時50分－26時20分 | 東京電視網      |                    |
| 近畿廣域圈      | 毎日放送        | 2013年7月6日－12月28日      | 星期六 26時28分－26時58分 | 日本新聞網      | Anishower節目第2部 |
| 福岡县          | TVQ九州放送     | 2013年7月9日－2014年1月7日  | 星期二 26時35分－27時05分 | 東京電視網      |                    |
| 北海道          | TV北海道        | 2013年7月10日－2014年1月8日 | 星期三 26時05分－26時35分 | 東京電視網      |                    |
| 韓國全国        | ANIPLUS         | 2013年7月8日－12月30日      | 星期六 24時00分－24時30分 | 衛星電視        |                    |
| 日本全国        | BS11            | 2013年7月13日－             | 星期六 24時00分－24時30分 | 衛星電視        |                    |
| 花物语          |                 |                             |                           |                 |                    |
| 東京都          | TOKYO MX        | 2014年8月16日               | 星期六 19:00 - 21:00      | 独立局          |                    |
| 日本全国        | BS11            | 2014年8月16日               | 星期六 20:00 - 22:00      | BS卫星播放      | 『ANIME+』枠       |
| 日本全国        | niconico生放送  | 2014年8月16日               | 星期六 21:00 - 23:00      | 网络配送        |                    |

| TOKYO MX 星期六 24時00分－24時30分 節目 | TOKYO MX 星期六 24時00分－24時30分 節目 | TOKYO MX 星期六 24時00分－24時30分 節目 |
| --------------------------------------- | --------------------------------------- | --------------------------------------- |
|                                         | 物語系列 第二季                         |                                         |
| 我的妹妹哪有這麼可愛。                  | 世界征服 謀略之星                       |                                         |

## 動畫DVD和BD
| 卷數         | 標題             | 收錄集數     | 發售日         | 副音軌講評角色                           | 後記聲優             | 限定版特典CD                                              |
| 貓物語（白） | 貓物語（白）     | 貓物語（白） | 貓物語（白）   | 貓物語（白）                             | 貓物語（白）         | 貓物語（白）                                              |
| ------------ | ---------------- | ------------ | -------------- | ---------------------------------------- | -------------------- | --------------------------------------------------------- |
| 第一卷       | 翼虎（上）       | 1－3         | 2013年10月23日 | 羽川翼、戰場原黑儀                       | 不適用               | 主題曲「chocolate insomnia」                              |
| 第二卷       | 翼虎（下）       | 4－5         | 2013年11月27日 | 阿良良木月火、千石撫子                   | 神谷浩史、堀江由衣   | 貓物語（白）劇伴音樂集                                    |
| 傾物語       |                  |              |                |                                          |                      |                                                           |
| 第一卷       | 真宵殭屍（上）   | 7－8         | 2013年12月25日 | 八九寺真宵、忍野忍                       | 不適用               | 主題曲「happy bite」                                      |
| 第二卷       | 真宵殭屍（下）   | 9－10        | 2014年1月22日  | 八九寺真宵（21歳）、羽川翼（6歳）        | 神谷浩史、加藤英美里 | 傾物語劇伴音樂集                                          |
| 囮物語       |                  |              |                |                                          |                      |                                                           |
| 第一卷       | 撫子梅杜莎（上） | 12－13       | 2014年2月26日  | 影縫余弦、斧乃木余接                     | 不適用               | 主題曲「」                                                |
| 第二卷       | 撫子梅杜莎（下） | 14－15       | 2014年3月26日  | 阿良良木火憐、阿良良木月火               | 神谷浩史、花澤香菜   | 囮物語劇伴音樂集                                          |
| 鬼物語       |                  |              |                |                                          |                      |                                                           |
| 第一卷       | 忍時間（上）     | 17－18       | 2014年4月23日  | 忍野忍、斧乃木余接                       | 不適用               | 影碟版主題音樂「white lies」                              |
| 第二卷       | 忍時間（下）     | 19－20       | 2014年5月28日  | 忍野扇、千石撫子                         | 神谷浩史、坂本真綾   | 鬼物語劇伴音樂集                                          |
| 戀物語       |                  |              |                |                                          |                      |                                                           |
| 第一卷       | 黑儀結局（上）   | 21－23       | 2014年6月25日  | 羽川翼、忍野扇、阿良良木月火、戰場原黑儀 | 不適用               | 主題曲新詞版「fast love」 戀物語劇伴音樂集                |
| 第二卷       | 黑儀結局（下）   | 24－26       | 2014年7月23日  | 戰場原黑儀、羽川翼                       | 神谷浩史、齋藤千和   | 主題曲「」原唱及翻唱                                      |
| 花物語       |                  |              |                |                                          |                      |                                                           |
| 第一卷       | 駿河惡魔（上）   | 27－28       | 2014年9月24日  | 神原駿河、忍野扇                         | 不適用               | 主題曲「the last day of my adolescence」 花物語劇伴音樂集 |
| 第二卷       | 駿河惡魔（下）   | 29－31       | 2014年10月22日 | 神原駿河、忍野扇                         | 澤城美雪、阿澄佳奈   | 片尾曲「花痕 –shirushi-」                                 |

## 外部連結
- 動畫官方網站 （页面存档备份，存于） （日語）